# Paradelphomyia nimbicolor
Paradelphomyia nimbicolor är en tvåvingeart som beskrevs av Alexander 1950. Paradelphomyia nimbicolor ingår i släktet Paradelphomyia och familjen småharkrankar. Inga underarter finns listade i Catalogue of Life.